# Synagoga w Tomaszowie Lubelskim
Synagoga w Tomaszowie Lubelskim – synagoga znajdująca się w Tomaszowie Lubelskim, przy obecnej ulicy Romualda Traugutta.
Synagoga została zbudowana w pierwszej połowie XVII wieku. Podczas II wojny światowej, we wrześniu 1939 Niemcy zburzyli synagogę. Gruz użyli do utwardzenia ulicy prowadzącej do budynku gimnazjum, w którym podczas wojny mieściła się żandarmeria.
Murowany budynek synagogi wzniesiono na planie prostokąta, w stylu barokowo-renesansowym. Na osi ściany zachodniej znajdowała się półokrągła przybudówka, prawdopodobnie mieszcząca schody prowadzące  na poddasze i dach. Zewnętrzne elewacje urozmaicone były parami szerokich pilastrów wspartych na cokole zwieńczonych bogato profilowanym gzymsem. Sala główna modlitw zbliżona na planie do prostokąta o nieznacznie dłuższej osi wschód-zachód. W każdej z czterech ścian znajdowały się po dwa okna przesklepione półkoliście w głębokach glifach. Na ścianie wschodniej znajdowała się apsyda mieszcząca Aron ha-kodesz. 
Wokół synagogi znajdowały się liczne parterowe i piętrowe budynki mieszczące pomieszczenia gminy żydowskiej, mieszkania oraz inne instytucje.